# هدر راباتز
دام هدر ویکتوریا راباتز، (متولد ۶ دسامبر ۱۹۵۵) وکیل، تاجر و مجری بریتانیایی متولد جامائیکا است. او به عنوان مدیر اجرایی منطقه لمبث لندن و جوانترین رئیس شورا در بریتانیا شناخته می‌شود. او از سال ۲۰۱۱ تا ۲۰۱۷ به عنوان مدیر اتحادیه فوتبال خدمت کرد و اولین فرد عضو اقلیت‌های قومی بود که توانست به این عنوان دست یابد. او همچنین تنها زن در هیئت مدیره این اتحادیه بود.

## اوایل زندگی و تحصیلات
راباتز در سال ۱۹۵۵ در کینگستون جامائیکا به دنیا آمد و در سه سالگی به انگلستان مهاجرت کرد. او مدرسه روزانه خود را با پنج سطح O ترک کرد و به اجبار در کلاس‌های نوبت عصر حاضر شد تا بتواند در سطح A تحصیل کند. پس از اتمام تحصیلات اولیه او در کالج اقتصاد لندن تحصیل کرد و نهایتاً در سال ۱۹۸۱ به عنوان وکیل دادگستری مشغول به کار شد.

## حرفه

### دولت محلی
از سال ۱۹۸۷، او در دولت محلی کار کرد و در سال ۱۹۸۹ معاون مدیر اجرایی منطقه همرسمیت و فولام لندن شد. او قبل از اینکه در سال ۱۹۹۵ به عنوان مدیر اجرایی لمبث منصوب شود، مدیر اجرایی مرتون شد.
او باعث پیشرفت‌های قابل توجهی در حوزه مسکن، آموزش و جمع‌آوری مالیات برای شوراها شد. همچنین او نام خود را به عنوان جوانترین رئیس شوراها در انگلیس مطرح کرد. او با ترک لمبث، در مارس ۲۰۰۰، مدیر اجرایی iMPOWER که یک شرکت مشاوره در بخش دولتی بود شد. او خود iMPOWER را تأسیس کرده بود و جزو رئیس‌های مشترک اداره کنندهٔ این شرکت مشاوره‌ای بود.